# Halictus centaureae
Halictus centaureae är en biart som beskrevs av Ebmer 1985. Halictus centaureae ingår i släktet bandbin, och familjen vägbin. Inga underarter finns listade i Catalogue of Life.